# Henry Edward Manning
Henry Edward Manning (15. juli 1808 i Totteridge i Hertfordshire – 14. januar 1892) var ærkebiskop af Westminster og kardinal.
Hans fader var købmand og protestant, og Manning tilhørte altså den engelske statskirke. Under Mannings studietid i Oxford begyndte Puseyismen imidlertid at rejse sig, og Manning blev påvirket af den.
En tid var Manning ansat i et ministerium, men 1834 blev han præst i Sussex. 1840 blev han ærkediakon og fik som sådan den opgave at visitere, hvad han udførte med stor iver. Tillige blev han universitetspræst i Oxford. Endnu tilhørte han statskirken, men hans romerskkatolske sympatier voksede.
Under et besøg i Rom gav Pius IX ham en meget venlig modtagelse. Endelig skete brudet. Manning kunne blandt andet ikke forlige sig med den tanke, at staten skulle blande sig i lærespørgsmål, og da et sådant tilfælde indtraf, nedlagde Manning pludselig alle sine embeder.
1851 gik han under jesuitisk påvirkning over til katolicismen. Inden for den katolske kirke begyndte han snart at udfolde en stor virksomhed som prædikant og skriftefader, og samtidig kastede han sig over studiet af nyere kirke- og konciliehistorie, navnlig Karl Borromæus.
Manning steg efterhånden på i kirken, og i 1865 blev han ærkebiskop i Westminster. Som sådan deltog han i Første  Vatikanerkoncil 1870 og talte her ivrig for pavens ufejlbarhed. 1875 blev han kardinal.
Sin ærkebiskoppelige gerning røgtede han med stor kraft og sørgede især for at øge gejstlighedens tal, men han fandt også tid til at støtte de tyske katolikker i kulturkampen mod Bismarck.